# Италия на зимних Олимпийских играх 2018
Италия на зимних Олимпийских играх 2018 года была представлена 122 спортсменами в 6 видах спорта. По количеству участников итальянская сборная стала второй в истории выступления страны на зимних Олимпийских играх. Больше спортсменов выступало лишь на домашних Играх 2006 года в Турине, когда в соревнованиях приняли участие 185 итальянцев. 20 октября 2017 года было объявлено, что знаменосцем сборной станет пятикратная олимпийская медалистка Арианна Фонтана. На церемонии закрытия национальный флаг был доверен фигуристке Каролине Костнер, для которой Игры в Пхёнчхане стали уже четвёртыми. По итогам соревнований на счету итальянских спортсменов были 3 золотых, 2 серебряных и 5 бронзовых медалей, что позволило сборной Италии занять 12-е место в неофициальном медальном зачёте.

## Медали
| Золото  |                                                                 |                                                |            |
| №       | Спортсмены                                                      | Вид спорта (дисциплина)                        | Дата       |
| 1       | Арианна Фонтана                                                 | Шорт-трек (500 метров, женщины)                | 13 февраля |
| 2       | Микела Мойоли                                                   | Сноуборд (сноуборд-кросс, женщины)             | 16 февраля |
| 3       | София Годжа                                                     | Горнолыжный спорт (скоростной спуск, женщины)  | 21 февраля |
| Серебро |                                                                 |                                                |            |
| №       | Спортсмены                                                      | Вид спорта (дисциплина)                        | Дата       |
| 1       | Федерико Пеллегрино                                             | Лыжные гонки (спринт, мужчины)                 | 13 февраля |
| 2       | Арианна Фонтана Лючия Перетти Сесилия Маффеи Мартина Вальчепина | Шорт-трек (эстафета, женщины)                  | 20 февраля |
| Бронза  |                                                                 |                                                |            |
| №       | Спортсмены                                                      | Вид спорта (дисциплина)                        | Дата       |
| 1       | Доминик Виндиш                                                  | Биатлон (спринт, мужчины)                      | 11 февраля |
| 2       | Федерика Бриньоне                                               | Горнолыжный спорт (гигантский слалом, женщины) | 15 февраля |
| 3       | Никола Тумолеро                                                 | Конькобежный спорт (10 000 метров, мужчины)    | 15 февраля |
| 4       | Лиза Виттоцци Доротея Вирер Лукас Хофер Доминик Виндиш          | Биатлон (смешанная эстафета)                   | 20 февраля |
| 5       | Арианна Фонтана                                                 | Шорт-трек (1000 метров, женщины)               | 22 февраля |

## Состав сборной
В заявку сборной Италии для участия в Играх 2018 года вошли 122 спортсмена (73 мужчины и 49 женщины), которые выступят в 14 олимпийских дисциплинах. Единственной дисциплиной, в которой не будет итальянского представительства, стал хоккей. Главой итальянской делегации в Пхёнчхане будет бывший гребец, серебряный призёр Игр 2000 года Карло Морнати.
 Биатлон
1. Томас Бормолини
2. Доминик Виндиш
3. Джузеппе Монтелло
4. Лукас Хофер
5. Тьерри Шеналь
6. Доротея Вирер
7. Лиза Виттоцци
8. Николь Гонтье
9. Карин Оберхофер
10. Алексия Рунггальдир
11. Федерика Санфилиппо

 Бобслей
1. Симоне Бертаццо
2. Лоренцо Билотти
3. Маттиа Вариола
4. Симоне Фонтана

 Горнолыжный спорт
1. Флориан Айзат
2. Лука Де Алипрандини
3. Эмануэле Буцци
4. Алекс Винатцер
5. Стефано Гросс
6. Кристоф Иннерхофер
7. Маттео Марсалья
8. Манфред Мёльгг
9. Доминик Парис
10. Риккардо Тонетти
11. Петер Филл
12. Марта Бассино
13. Федерика Бриньоне
14. София Годжа
15. Николь Деладжо
16. Кьяра Костацца
17. Ирене Куртони
18. Мануэла Мёльгг
19. Надя Фанкини
20. Йоханна Шнарф

 Кёрлинг
1. Симоне Гонин
2. Амос Мозанер
3. Андреа Пильцер
4. Жоэль Реторна
5. Даниэле Феррацца

 Конькобежный спорт
1. Риккардо Буггари
2. Давиде Гьотто
3. Андреа Джованнини
4. Микеле Мальфатти
5. Мирко Джакомо Ненци
6. Никола Тумолеро
7. Франческа Беттроне
8. Ивонне Дальдосси
9. Франческа Лоллобриджида

 Лыжное двоеборье
1. Раффаэле Буцци
2. Аарон Костнер
3. Алессандро Питтин
4. Лукас Рунггальдир

 Лыжные гонки
1. Мирко Бертолина
2. Франческо Де Фабиани
3. Дитмар Нёклер
4. Федерико Пеллегрино
5. Майкол Растелли
6. Серджо Ригони
7. Джандоменико Сальвадори
8. Стефан Цельгер
9. Элиза Брокар
10. Гайя Вюрих
11. Илария Дебертолис
12. Анна Комарелла
13. Грета Лоран
14. Сара Пеллегрини
15. Лучия Скардони

 Прыжки на лыжах с трамплина
1. Давиде Брезадола
2. Алекс Инсам
3. Себастьян Коллоредо
4. Федерико Чекон
5. Эвелин Инсам
6. Лара Мальсинер
7. Мануэла Мальсинер
8. Элена Рунггальдир

 Санный спорт
1. Фабиан Маллейер
2. Иван Наглер
3. Патрик Растнер
4. Людвиг Ридер
5. Эмануэль Ридер
6. Доминик Фишналлер
7. Кевин Фишналлер
8. Сандра Робатшер
9. Андреа Фёттер

 Скелетон
1. Джозеф Луке Чеккини

 Сноуборд
1. Омар Визинтин
2. Микеле Годино
3. Лоренцо Зоммарива
4. Эдвин Коратти
5. Аарон Марч
6. Альберто Маффеи
7. Эмануэль Ператонер
8. Мирко Феличетти
9. Роланд Фишналлер
10. София Белингери
11. Раффаэлла Брутто
12. Франческа Галлина
13. Микеле Мойоли
14. Надя Очнер

 Фигурное катание
1. Ондржей Готарек
2. Маттео Гуаризе
3. Лука Ланотте
4. Маттео Риццо
5. Марко Фаббри
6. Шарлен Гиньяр
7. Николь Делла Моника
8. Анна Каппеллини
9. Каролина Костнер
10. Валентина Маркеи
11. Джада Руссо

 Фристайл
1. Зигмар Клоц
2. Стефан Таней
3. Дебора Пикснер
4. Лукреция Фантелли

 Шорт-трек
1. Томмазо Дотти
2. Юри Конфортола
3. Мартина Вальчепина
4. Синтия Маскитто
5. Сесилия Маффеи
6. Лючия Перетти
7. Арианна Фонтана

## Результаты соревнований

### Биатлон
Большинство олимпийских лицензий на Игры 2018 года были распределены по результатам выступления стран в зачёт Кубка наций в рамках Кубка мира 2016/2017. По его результатам мужская сборная Италии заняла 8-е место, благодаря чему заработала 5 олимпийских лицензий, а женская сборная, занявшая 5-е место получила право заявить для участия в соревнованиях 6 биатлонисток. При этом в одной дисциплине страна может выставить не более четырёх биатлонистов.
Мужчины
| Соревнование         | Спортсмены                                                   | Стрельба                             | Время                                     | Место      | Отставание                              |
| -------------------- | ------------------------------------------------------------ | ------------------------------------ | ----------------------------------------- | ---------- | --------------------------------------- |
| спринт               | Доминик Виндиш                                               | 0+1                                  | 23:46,5                                   | 3          | +7,7                                    |
| спринт               | Лукас Хофер                                                  | 1+1                                  | 24:09,8                                   | 10         | +31,0                                   |
| спринт               | Джузеппе Монтелло                                            | 0+2                                  | 25:35,3                                   | 50         | +1:56,5                                 |
| спринт               | Томас Бормолини                                              | 1+1                                  | 25:39,3                                   | 51         | +2:00,5                                 |
| гонка преследования  | Лукас Хофер                                                  | 1+1+1+0                              | 34:24,4                                   | 10         | +1:32,7                                 |
| гонка преследования  | Доминик Виндиш                                               | 2+0+0+3                              | 34:57,9                                   | 16         | +2:06,2                                 |
| гонка преследования  | Джузеппе Монтелло                                            | 0+0+2+1                              | 37:21,7                                   | 39         | +4:30,0                                 |
| гонка преследования  | Томас Бормолини                                              | 1+0+4+1                              | 38:10,7                                   | 48         | +5:19,0                                 |
| индивидуальная гонка | Джузеппе Монтелло                                            | 1+1+0+1                              | 52:01,9                                   | 40         | +3:58,1                                 |
| индивидуальная гонка | Доминик Виндиш                                               | 2+0+3+0                              | 52:54,3                                   | 50         | +4:50,5                                 |
| индивидуальная гонка | Томас Бормолини                                              | 0+1+2+1                              | 53:26,6                                   | 56         | +5:22,8                                 |
| индивидуальная гонка | Лукас Хофер                                                  | 1+2+1+1                              | 53:54,1                                   | 63         | +5:50,3                                 |
| масс-старт           | Доминик Виндиш                                               | 0+1+2+1                              | 37:07,7                                   | 17         | +1:20,4                                 |
| масс-старт           | Лукас Хофер                                                  | 1+1+0+2                              | 37:07,7                                   | 18         | +1:20,4                                 |
| эстафета 4×7,5 км    | Томас Бормолини Лукас Хофер Джузеппе Монтелло Доминик Виндиш | 4+16 0+1 0+3 0+1 0+2 0+0 1+3 1+3 2+3 | 1:21:35,6 20:03,8 19:00,7 20:37,5 21:53,6 | 12 14 9 12 | +6:19,1 +1:40,2 +1:29,9 +3:20,1 +6:19,1 |

Женщины
| Соревнование         | Спортсмены                                                     | Стрельба                             | Время                                     | Место     | Отставание                       |
| -------------------- | -------------------------------------------------------------- | ------------------------------------ | ----------------------------------------- | --------- | -------------------------------- |
| спринт               | Лиза Виттоцци                                                  | 0+1                                  | 21:46,7                                   | 6         | +40,5                            |
| спринт               | Доротея Вирер                                                  | 0+2                                  | 22:20,3                                   | 18        | +1:14,1                          |
| спринт               | Николь Гонтье                                                  | 2+1                                  | 23:20,0                                   | 44        | +2:13,8                          |
| спринт               | Фредерика Санфилиппо                                           | 2+1                                  | 24:30,1                                   | 69        | +3:23,9                          |
| гонка преследования  | Лиза Виттоцци                                                  | 1+2+0+1                              | 32:34,6                                   | 11        | +1:59,3                          |
| гонка преследования  | Доротея Вирер                                                  | 2+2+1+0                              | 32:48,4                                   | 15        | +2:13,1                          |
| гонка преследования  | Николь Гонтье                                                  | 3+1+1+2                              | 35:37,6                                   | 48        | +5:02,3                          |
| индивидуальная гонка | Доротея Вирер                                                  | 0+1+0+1                              | 43:15,8                                   | 7         | +2:08,6                          |
| индивидуальная гонка | Лиза Виттоцци                                                  | 0+2+0+1                              | 45:11,8                                   | 32        | +4:04,6                          |
| индивидуальная гонка | Алексия Рунггальдир                                            | 0+0+1+1                              | 45:15,0                                   | 33        | +4:07,8                          |
| индивидуальная гонка | Николь Гонтье                                                  | 1+1+1+1                              | 45:32,5                                   | 38        | +4:25,3                          |
| масс-старт           | Лиза Виттоцци                                                  | 1+0+0+1                              | 36:08,6                                   | 4         | +45,6                            |
| масс-старт           | Доротея Вирер                                                  | 0+0+0+1                              | 36:10,3                                   | 6         | +47,3                            |
| эстафета 4×6 км      | Лиза Виттоцци Доротея Вирер Николь Гонтье Фредерика Санфилиппо | 4+13 0+1 0+0 2+3 0+0 0+3 1+3 0+0 1+3 | 1:13:07,5 16:49,0 18:47,4 18:55,0 18:36,1 | 9 1 2 3 9 | +1:04,1 +0,0 +14,2 +12,7 +1:04,1 |

Смешанная эстафета
| Соревнование       | Спортсмены                                             | Стрельба                            | Время                                     | Место           | Отставание                   |
| ------------------ | ------------------------------------------------------ | ----------------------------------- | ----------------------------------------- | --------------- | ---------------------------- |
| смешанная эстафета | Лиза Виттоцци Доротея Вирер Лукас Хофер Доминик Виндиш | 0+7 0+0 0+0 0+0 0+3 0+0 0+1 0+1 0+2 | 1:09:01,2 15:44,1 16:34,4 18:17,4 18:25,3 | · 1 · 2 · 2 · 3 | +26,9 +0,0 +29,9 +32,6 +26,9 |

### Бобслей

#### Бобслей
Квалификация спортсменов для участия в Олимпийских играх осуществлялась на основании рейтинга IBSF (англ. IBSF Ranking) по состоянию на 14 января 2018 года. По его результатам сборная Италии стала обдадателем олимпийской квоты в четвёрках, которую для страны заработал экипаж во главе с Симоне Бертаццо.
Мужчины
| Соревнование | Спортсмены                                                    | 1 заезд   | 1 заезд | 2 заезд   | 2 заезд | 3 заезд   | 3 заезд | 4 заезд               | 4 заезд               | Итоговый результат | Итоговое место | Отставание |
| Соревнование | Спортсмены                                                    | Результат | Место   | Результат | Место   | Результат | Место   | Результат             | Место                 | Итоговый результат | Итоговое место | Отставание |
| ------------ | ------------------------------------------------------------- | --------- | ------- | --------- | ------- | --------- | ------- | --------------------- | --------------------- | ------------------ | -------------- | ---------- |
| четвёрки     | Симоне Бертаццо Симоне Фонтана Маттиа Вариола Лоренцо Билотти | 49,92     | 27      | 49,94     | 24      | 50,02     | 24      | завершили выступление | завершили выступление | 2:29,88            | 27             | —          |

#### Скелетон
Квалификация спортсменов для участия в Олимпийских играх осуществлялась на основании рейтинга IBSF (англ. IBSF Ranking) по состоянию на 14 января 2018 года. По его результатам сборная Италии стала обдадателем одной перераспределённой олимпийской лицензии у мужчин.
Мужчины
| Соревнование | Спортсмены          | 1 заезд   | 1 заезд | 2 заезд   | 2 заезд | 3 заезд   | 3 заезд | 4 заезд              | 4 заезд              | Итоговый результат | Итоговое место | Отставание |
| Соревнование | Спортсмены          | Результат | Место   | Результат | Место   | Результат | Место   | Результат            | Место                | Итоговый результат | Итоговое место | Отставание |
| ------------ | ------------------- | --------- | ------- | --------- | ------- | --------- | ------- | -------------------- | -------------------- | ------------------ | -------------- | ---------- |
| мужчины      | Джозеф Луке Чеккини | 51,88     | 24      | 51,80     | 25      | 51,96     | 26      | завершил выступление | завершил выступление | 2:35,64            | 27             | —          |

### Кёрлинг

#### Мужчины
Сразу 8 олимпийских лицензий в мужском кёрлинге было разыграно по итогам последних двух чемпионатов мира, по результатам которых сборная Италии заняла лишь 9-е место. Оставшиеся две путёвки разыгрывались в начале декабря 2017 года на квалификационном турнире в Пльзене. Одержав на предварительном этапе 4 победы в 7 матчах итальянцы со второго места вышли в первый отборочный финал, где одержали победу над сборной Дании 6:5 и стали обладателями олимпийской лицензии.
Состав
| Четвёртый    | Третий        | Второй       | Ведущий          | Запасной       |
| ------------ | ------------- | ------------ | ---------------- | -------------- |
| Амос Мозанер | Жоэль Реторна | Симоне Гонин | Даниэле Феррацца | Андреа Пильцер |

| Место | Команда          | В | П | КЗ | КП | ВЭ | ПЭ | ОЭ | УЭ | ППД |
| ----- | ---------------- | - | - | -- | -- | -- | -- | -- | -- | --- |
| 1     | Швеция           | 7 | 2 | 60 | 36 | 35 | 29 | 12 | 8  | 87% |
| 2     | Канада           | 6 | 3 | 48 | 43 | 38 | 37 | 13 | 9  | 86% |
| 3     | США              | 5 | 4 | 57 | 59 | 39 | 40 | 4  | 6  | 79% |
| 4     | Великобритания   | 5 | 4 | 51 | 50 | 41 | 38 | 8  | 5  | 82% |
| 4     | Швейцария        | 5 | 4 | 60 | 54 | 44 | 39 | 11 | 8  | 83% |
| 6     | Норвегия         | 4 | 5 | 45 | 54 | 32 | 36 | 6  | 6  | 81% |
| 7     | Республика Корея | 4 | 5 | 54 | 59 | 40 | 41 | 7  | 8  | 82% |
| 8     | Япония           | 4 | 5 | 52 | 48 | 30 | 31 | 12 | 5  | 82% |
| 9     | Италия           | 3 | 6 | 50 | 56 | 42 | 45 | 15 | 8  | 81% |
| 10    | Дания            | 2 | 7 | 50 | 62 | 38 | 41 | 12 | 5  | 83% |

Результаты
Время местное (UTC+9).

| Площадка B | 1 | 2 | 3 | 4 | 5 | 6 | 7 | 8 | 9 | 10 | Всего |
| Канада     | 0 | 0 | 0 | 0 | 1 | 1 | 0 | 2 | 0 | 1  | 5     |
| Италия     | 0 | 0 | 0 | 1 | 0 | 0 | 1 | 0 | 1 | 0  | 3     |

| Площадка A | 1 | 2 | 3 | 4 | 5 | 6 | 7 | 8 | 9 | 10 | Всего |
| США        | 0 | 1 | 0 | 3 | 2 | 0 | 0 | 2 | 1 | 0  | 9     |
| Италия     | 1 | 0 | 5 | 0 | 0 | 3 | 0 | 0 | 0 | 1  | 10    |

| Площадка D | 1 | 2 | 3 | 4 | 5 | 6 | 7 | 8 | 9 | 10 | Всего |
| Япония     | 2 | 0 | 1 | 0 | 2 | 0 | 0 | 0 | 0 | 1  | 6     |
| Италия     | 0 | 1 | 0 | 2 | 0 | 0 | 0 | 1 | 1 | 0  | 5     |

| Площадка A       | 1 | 2 | 3 | 4 | 5 | 6 | 7 | 8 | 9 | 10 | Всего |
| Италия           | 0 | 1 | 0 | 2 | 0 | 1 | 0 | 1 | 1 | 0  | 6     |
| Республика Корея | 3 | 0 | 1 | 0 | 1 | 0 | 2 | 0 | 0 | 1  | 8     |

| Площадка B | 1 | 2 | 3 | 4 | 5 | 6 | 7 | 8 | 9 | 10 | Всего |
| Норвегия   | 0 | 0 | 1 | 1 | 0 | 0 | 0 | 1 | 0 | 1  | 4     |
| Италия     | 0 | 1 | 0 | 0 | 0 | 1 | 1 | 0 | 3 | 0  | 6     |

| Площадка C | 1 | 2 | 3 | 4 | 5 | 6 | 7 | 8 | 9 | 10 | Всего |
| Швейцария  | 0 | 0 | 1 | 0 | 0 | 0 | 1 | 0 | 2 | 0  | 4     |
| Италия     | 1 | 1 | 0 | 1 | 0 | 1 | 0 | 1 | 0 | 2  | 7     |

| Площадка B | 1 | 2 | 3 | 4 | 5 | 6 | 7 | 8 | 9 | 10 | Всего |
| Италия     | 0 | 1 | 0 | 0 | 1 | 1 | 0 | 0 | 0 | 1  | 4     |
| Дания      | 2 | 0 | 2 | 0 | 0 | 0 | 0 | 0 | 2 | 0  | 6     |

| Площадка C     | 1 | 2 | 3 | 4 | 5 | 6 | 7 | 8 | 9 | 10 | 11 | Всего |
| Италия         | 0 | 0 | 1 | 0 | 0 | 2 | 0 | 2 | 0 | 1  | 0  | 6     |
| Великобритания | 2 | 0 | 0 | 1 | 0 | 0 | 2 | 0 | 1 | 0  | 1  | 7     |

| Площадка D | 1 | 2 | 3 | 4 | 5 | 6 | 7 | 8 | 9 | 10 | Всего |
| Италия     | 0 | 0 | 0 | 1 | 1 | 0 | 0 | 1 | 0 | Х  | 3     |
| Швеция     | 3 | 1 | 1 | 0 | 0 | 1 | 0 | 0 | 1 | Х  | 7     |

Итог: мужская сборная Италии по кёрлингу по итогам олимпийского турнира заняла 9-е место.

### Коньковые виды спорта

#### Конькобежный спорт
По сравнению с прошлыми Играми в программе конькобежного спорта произошёл ряд изменений. Были добавлены соревнвнования в масс-старте, где спортсменам необходимо будет преодолеть 16 кругов, с тремя промежуточными финишами, набранные очки на которых помогут в распределении мест, начиная с 4-го. Также впервые с 1994 года конькобежцы будут бежать дистанцию 500 метров только один раз. Распределение квот происходило по итогам первых четырёх этапов Кубка мира. По их результатам был сформирован сводный квалификационный список, согласно которому сборная Италии стала обладателем 16 олимпийских лицензий на 10 дистанциях.
Мужчины
Индивидуальные гонки
| Соревнование  | Спортсмены          | Результат | Место | Отставание |
| ------------- | ------------------- | --------- | ----- | ---------- |
| 500 метров    | Мирко Джакомо Ненци | 35,51     | 30    | +1,10      |
| 1000 метров   | Мирко Джакомо Ненци | 1:10,16   | 30    | +2,21      |
| 1500 метров   | Андреа Джованнини   | 1:47,82   | 27    | +3,81      |
| 5000 метров   | Никола Тумолеро     | 6:15,48   | 8     | +5,72      |
| 5000 метров   | Давиде Гьотто       | 6:29,25   | 19    | +19,49     |
| 5000 метров   | Андреа Джованнини   | 6:30,71   | 20    | +20,95     |
| 10 000 метров | Никола Тумолеро     | 12.54,32  | 3     | +14,55     |
| 10 000 метров | Давиде Гьотто       | 13.27,09  | 12    | +47,32     |

Масс-старт
| Соревнование | Спортсмены        | Полуфинал | Полуфинал | Полуфинал | Полуфинал | Полуфинал | Финал | Финал | Финал   | Финал |
| Соревнование | Спортсмены        | Забег     | Круги     | Очки      | Время     | Место     | Круги | Очки  | Время   | Место |
| ------------ | ----------------- | --------- | --------- | --------- | --------- | --------- | ----- | ----- | ------- | ----- |
| масс-старт   | Андреа Джованнини | 1         | 16        | 41        | 8:24,41   | 2 Q       | 16    | 0     | 7:46,83 | 12    |

Командная гонка
| Соревнование    | Спортсмены                                         | Четвертьфинал | Четвертьфинал | Четвертьфинал | Полуфинал            | Финал                | Итоговое Место |
| Соревнование    | Спортсмены                                         | Забег         | Время         | Место         | Соперник / Результат | Соперник / Результат | Итоговое Место |
| --------------- | -------------------------------------------------- | ------------- | ------------- | ------------- | -------------------- | -------------------- | -------------- |
| командная гонка | Андреа Джованнини Риккардо Буггари Никола Тумолеро | 2             | 3:41,64       | 6 QC          | не участвовали       | Финал C              | 6              |
| командная гонка | Андреа Джованнини Риккардо Буггари Никола Тумолеро | 2             | 3:41,64       | 6 QC          | не участвовали       | Япония · П DSQ       | 6              |

Женщины
Индивидуальные гонки
| Соревнование | Спортсмены              | Результат | Место | Отставание |
| ------------ | ----------------------- | --------- | ----- | ---------- |
| 500 метров   | Ивонне Дальдосси        | 39,28     | 26    | +2,34      |
| 500 метров   | Франческа Беттроне      | 39,52     | 29    | +2,58      |
| 1000 метров  | Франческа Беттроне      | 1:17,83   | 27    | +4,27      |
| 1000 метров  | Ивонне Дальдосси        | 1:19,33   | 30    | +5,77      |
| 1500 метров  | Франческа Лоллобриджида | 1:57,94   | 10    | +3,59      |
| 1500 метров  | Франческа Беттроне      | 2:00,43   | 25    | +6,08      |
| 3000 метров  | Франческа Лоллобриджида | 4:08,58   | 13    | +9,37      |

Масс-старт
| Соревнование | Спортсмены              | Полуфинал | Полуфинал | Полуфинал | Полуфинал | Полуфинал | Финал | Финал | Финал   | Финал |
| Соревнование | Спортсмены              | Забег     | Круги     | Очки      | Время     | Место     | Круги | Очки  | Время   | Место |
| ------------ | ----------------------- | --------- | --------- | --------- | --------- | --------- | ----- | ----- | ------- | ----- |
| масс-старт   | Франческа Лоллобриджида | 1         | 16        | 68        | 8:54,19   | 1 Q       | 16    | 1     | 8:33,30 | 7     |
| масс-старт   | Франческа Беттроне      | 2         | 16        | 5         | 8:38,69   | 6 Q       | 16    | 0     | 9:04,82 | 16    |

#### Фигурное катание
Большинство олимпийских лицензий на Игры 2018 года были распределены по результатам выступления спортсменов в рамках чемпионата мира 2017 года. По его результатам сборная Италии завоевала по две лицензии в женском одиночном катании и обеих парных дисциплинах. Для получения недостающей олимпийской лицензии в мужском одиночном катании необходимо было успешно выступить на турнире Nebelhorn Trophy, где нужно было попасть в число 6 сильнейших в своей дисциплине. По итогам трёх дней соревнований итальянскому одиночнику Маттео Риццо удалось занять четвёртое место и принести Италии седьмую олимпийскую лицензию. Также сборная Италии получила право выступить в командных соревнованиях.
| Соревнование              | Спортсмены                           | Короткая программа | Короткая программа | Произвольная программа | Произвольная программа | Всего        | Всего |
| Соревнование              | Спортсмены                           | Сумма баллов       | Место              | Сумма баллов           | Место                  | Сумма баллов | Место |
| ------------------------- | ------------------------------------ | ------------------ | ------------------ | ---------------------- | ---------------------- | ------------ | ----- |
| мужское одиночное катание | Маттео Риццо                         | 75,63              | 23 Q               | 156,78                 | 19                     | 232,41       | 21    |
| женское одиночное катание | Каролина Костнер                     | 73,15              | 6 Q                | 139,29                 | 5                      | 212,44       | 5     |
| женское одиночное катание | Джада Руссо                          | 50,88              | 27                 | завершила выступление  | завершила выступление  | 50,88        | 27    |
| парное катание            | Валентина Маркеи / Ондржей Готарек   | 74,50              | 7 Q                | 142,09                 | 6                      | 216,59       | 6     |
| парное катание            | Николь Делла Моника / Маттео Гуаризе | 74,00              | 9 Q                | 128,74                 | 10                     | 202,74       | 10    |
| танцы на льду             | Анна Каппеллини / Лука Ланотте       | 76,57              | 5 Q                | 108,34                 | 6                      | 184,91       | 6     |
| танцы на льду             | Шарлен Гиньяр / Марко Фаббри         | 68,16              | 11 Q               | 105,31                 | 9                      | 173,47       | 10    |

Командные соревнования
| Соревнование           | Спортсмены | Короткая программа      | Короткая программа      | Короткая программа     | Короткая программа      | Произвольная программа   | Произвольная программа   | Произвольная программа   | Произвольная программа   | Всего     | Всего |
| Соревнование           | Спортсмены | Мужчины                 | Женщины                 | Пары                   | Танцы                   | Мужчины                  | Женщины                  | Пары                     | Танцы                    | Результат | Место |
| ---------------------- | --- | ----------------------- | ----------------------- | ---------------------- | ----------------------- | ------------------------ | ------------------------ | ------------------------ | ------------------------ | --------- | ----- |
| командные соревнования | Маттео Риццо Каролина Костнер Николь Делла Моника / Маттео Гуаризе (КП) Валентина Маркеи / Ондржей Готарек (ПП) Анна Каппеллини / Лука Ланотте | 77,77 5-е место 6 очков | 75,10 2-е место 9 очков | 67,62 7-е место 4 очка | 72,51 4-е место 7 очков | 156,11 4-е место 7 очков | 134,00 4-е место 7 очков | 138,44 2-е место 9 очков | 107,00 4-е место 7 очков | 56        | 4     |

#### Шорт-трек
Квалификация на зимние Олимпийские игры в шорт-треке проходила по результатам четырёх этапов Кубка мира 2017/2018. По итогам этих турниров был сформирован олимпийский квалификационный лист, согласно которому сборная Италии попала в число восьми сильнейших в эстафетном зачёте у женщин. Благодаря этому итальянская сборная получила возможность заявить для участия в Играх сразу 5 спортсменок. В мужской части соревнований итальянцы завоевали две олимпийские квоты. 19 января был объявлен состав сборной для участия в Олимпийских играх.
Мужчины
| Соревнование | Спортсмены     | Отборочный раунд | Отборочный раунд | Отборочный раунд | Четвертьфинал        | Четвертьфинал        | Четвертьфинал        | Полуфинал            | Полуфинал            | Полуфинал            | Финал                | Финал                | Итоговое место |
| Соревнование | Спортсмены     | Забег            | Результат        | Место            | Забег                | Результат            | Место                | Забег                | Результат            | Место                | Результат            | Место                | Итоговое место |
| ------------ | -------------- | ---------------- | ---------------- | ---------------- | -------------------- | -------------------- | -------------------- | -------------------- | -------------------- | -------------------- | -------------------- | -------------------- | -------------- |
| 500 метров   | Юри Конфортола | 2                | 40,869           | 3                | завершил выступление | завершил выступление | завершил выступление | завершил выступление | завершил выступление | завершил выступление | завершил выступление | завершил выступление | 21             |
| 1000 метров  | Юри Конфортола | 7                | 1:25,297         | 2 Q              | 2                    | 1:24,383             | 2 Q                  | 1                    | 1:26,626             | 3 QB                 | Финал B              | Финал B              | 7              |
| 1000 метров  | Юри Конфортола | 7                | 1:25,297         | 2 Q              | 2                    | 1:24,383             | 2 Q                  | 1                    | 1:26,626             | 3 QB                 | 1:27,712             | 3                    | 7              |
| 1000 метров  | Томмазо Дотти  | 6                | 1:25,369         | 3                | завершил выступление | завершил выступление | завершил выступление | завершил выступление | завершил выступление | завершил выступление | завершил выступление | завершил выступление | 22             |
| 1500 метров  | Томмазо Дотти  | 3                | 2:16,177         | 4                | не проводится        | не проводится        | не проводится        | завершил выступление | завершил выступление | завершил выступление | завершил выступление | завершил выступление | 25             |
| 1500 метров  | Юри Конфортола | 2                | PEN              | —                | не проводится        | не проводится        | не проводится        | завершил выступление | завершил выступление | завершил выступление | завершил выступление | завершил выступление | —              |

Женщины
| Соревнование | Спортсмены                                                      | Отборочный раунд | Отборочный раунд | Отборочный раунд | Четвертьфинал         | Четвертьфинал         | Четвертьфинал         | Полуфинал             | Полуфинал             | Полуфинал             | Финал                 | Финал                 | Итоговое место |
| Соревнование | Спортсмены                                                      | Забег            | Результат        | Место            | Забег                 | Результат             | Место                 | Забег                 | Результат             | Место                 | Результат             | Место                 | Итоговое место |
| ------------ | --------------------------------------------------------------- | ---------------- | ---------------- | ---------------- | --------------------- | --------------------- | --------------------- | --------------------- | --------------------- | --------------------- | --------------------- | --------------------- | -------------- |
| 500 метров   | Арианна Фонтана                                                 | 2                | 43,214           | 1 Q              | 1                     | 43,128                | 1 Q                   | 1                     | 42,635                | 2 QA                  | 42,569                | 1                     | 1              |
| 500 метров   | Мартина Вальчепина                                              | 6                | 43,698           | 1 Q              | 4                     | 43,023                | 3                     | завершила выступление | завершила выступление | завершила выступление | завершила выступление | завершила выступление | 9              |
| 500 метров   | Лючия Перетти                                                   | 1                | 43,994           | 4                | завершила выступление | завершила выступление | завершила выступление | завершила выступление | завершила выступление | завершила выступление | завершила выступление | завершила выступление | 27             |
| 1000 метров  | Арианна Фонтана                                                 | 4                | 1:30,676         | 1 Q              | 2                     | 1:30,074              | 1 Q                   | 1                     | 1:29,156              | 2 QA                  | 1:30,656              | 3                     | 3              |
| 1000 метров  | Синтия Маскитто                                                 | 8                | 1:32,926         | 4                | завершила выступление | завершила выступление | завершила выступление | завершила выступление | завершила выступление | завершила выступление | завершила выступление | завершила выступление | 26             |
| 1500 метров  | Арианна Фонтана                                                 | 1                | 2:28,494         | 1                | не проводится         | не проводится         | не проводится         | 2                     | 2:34,489              | 2 QA                  | 2:27,475              | 7                     | 7              |
| 1500 метров  | Мартина Вальчепина                                              | 2                | 2:31,370         | 3                | не проводится         | не проводится         | не проводится         | 1                     | 2:24,171              | 4 QB                  | Финал B               | Финал B               | 12             |
| 1500 метров  | Мартина Вальчепина                                              | 2                | 2:31,370         | 3                | не проводится         | не проводится         | не проводится         | 1                     | 2:24,171              | 4 QB                  | PEN                   | —                     | 12             |
| эстафета     | Арианна Фонтана Лючия Перетти Мартина Вальчепина Сесилия Маффеи | не проводится    | не проводится    | не проводится    | не проводится         | не проводится         | не проводится         | 1                     | 4:05,918              | QA                    | 4:15,901              | 2                     | 2              |

### Лыжные виды спорта

#### Горнолыжный спорт
Квалификация спортсменов для участия в Олимпийских играх осуществлялась на основании специального квалификационного рейтинга FIS по состоянию на 21 января 2018 года. При этом НОК для участия в Олимпийских играх мог выбрать только того спортсмена, который вошёл в топ-500 олимпийского рейтинга в своей дисциплине, и при этом имел определённое количество очков, согласно квалификационной таблице. Страны, не имеющие участников в числе 500 сильнейших спортсменов, могли претендовать только на квоты категории B в технических дисциплинах. По итогам квалификационного отбора сборная Италии завоевала максимально возможные 22 олимпийские лицензии, однако затем отказалась от двух из них.
Мужчины
| Соревнование      | Спортсмены          | Скоростной спуск/ 1 спуск | Скоростной спуск/ 1 спуск | Слалом/ 2 спуск | Слалом/ 2 спуск | Всего   | Место | Отставание |   |
| Соревнование      | Спортсмены          | Время                     | Место                     | Время           | Место           | Всего   | Место | Отставание |   |
| ----------------- | ------------------- | ------------------------- | ------------------------- | --------------- | --------------- | ------- | ----- | ---------- | - |
| скоростной спуск  | Доминик Парис       | не проводится             | не проводится             | не проводится   | не проводится   | 1:40,79 | 4     | +0,54      |   |
| скоростной спуск  | Петер Филл          | не проводится             | не проводится             | не проводится   | не проводится   | 1:41,08 | 6     | +0,83      |   |
| скоростной спуск  | Кристоф Иннерхофер  | не проводится             | не проводится             | не проводится   | не проводится   | 1:42,23 | 17    | +1,98      |   |
| скоростной спуск  | Эмануэле Буцци      | не проводится             | не проводится             | не проводится   | не проводится   | 1:42,84 | 22    | +2,59      |   |
| супергигант       | Доминик Парис       | не проводится             | не проводится             | не проводится   | не проводится   | 1:25,18 | 7     | +0,74      |   |
| супергигант       | Кристоф Иннерхофер  | не проводится             | не проводится             | не проводится   | не проводится   | 1:25,90 | 16    | +1,46      |   |
| супергигант       | Маттео Марсалья     | не проводится             | не проводится             | не проводится   | не проводится   | 1:26,11 | 20    | +1,67      |   |
| супергигант       | Петер Филл          | не проводится             | не проводится             | не проводится   | не проводится   | DNF     | DNF   | DNF        |   |
| комбинация        | Кристоф Иннерхофер  | 1:19,77                   | 5                         | 49,98           | 25              | 2:09,75 | 14    | +3,23      |   |
| комбинация        | Риккардо Тонетти    | 1:21,99                   | 38                        | 48,22           | 12              | 2:10,21 | 18    | +3,69      |   |
| комбинация        | Доминик Парис       | 1:19,92                   | 6                         | DNF             | DNF             | DNF     | —     | —          |   |
| комбинация        | Петер Филл          | 1:20,01                   | 8                         | DNF             | DNF             | DNF     | —     | —          |   |
| слалом            | Манфред Мёльгг      | 48,40                     | 4                         | 51,84           | 23              | 1:40,24 | 12    | +1,25      |   |
| слалом            | Стефано Гросс       | 49,27                     | 14                        | 51,44           | 16              | 1:40,71 | 16    | +1,72      |   |
| слалом            | Риккардо Тонетти    | DNF                       | DNF                       | DNF             | —               | —       | —     | —          | — |
| слалом            | Алекс Винатцер      | DNF                       | DNF                       | DNF             | —               | —       | —     | —          | — |
| гигантский слалом | Манфред Мёльгг      | 1:10,03                   | 15                        | 1:11,01         | 21              | 2:21,04 | 13    | +3,00      |   |
| гигантский слалом | Флориан Айзат       | 1:10,46                   | 17                        | 1:10,72         | 18              | 2:21,18 | 14    | +3,14      |   |
| гигантский слалом | Риккардо Тонетти    | 1:09,02                   | 4                         | DNF             | DNF             | DNF     | —     | —          |   |
| гигантский слалом | Лука Де Алипрандини | DSQ                       | DSQ                       | DSQ             | —               | —       | —     | —          | — |

Женщины
| Соревнование      | Спортсмены        | Скоростной спуск/ 1 спуск | Скоростной спуск/ 1 спуск | Слалом/ 2 спуск | Слалом/ 2 спуск | Всего   | Место | Отставание |   |
| Соревнование      | Спортсмены        | Время                     | Место                     | Время           | Место           | Всего   | Место | Отставание |   |
| ----------------- | ----------------- | ------------------------- | ------------------------- | --------------- | --------------- | ------- | ----- | ---------- | - |
| скоростной спуск  | София Годжа       | не проводится             | не проводится             | не проводится   | не проводится   | 1:39,22 | 1     | +0,00      |   |
| скоростной спуск  | Надя Фанкини      | не проводится             | не проводится             | не проводится   | не проводится   | DNF     | DNF   | DNF        |   |
| скоростной спуск  | Федерика Бриньоне | не проводится             | не проводится             | не проводится   | не проводится   | DNF     | DNF   | DNF        |   |
| скоростной спуск  | Николь Деладжо    | не проводится             | не проводится             | не проводится   | не проводится   | DNF     | DNF   | DNF        |   |
| супергигант       | Йоханна Шнарф     | не проводится             | не проводится             | не проводится   | не проводится   | 1:21,27 | 5     | +0,16      |   |
| супергигант       | Федерика Бриньоне | не проводится             | не проводится             | не проводится   | не проводится   | 1:21,49 | 6     | +0,38      |   |
| супергигант       | София Годжа       | не проводится             | не проводится             | не проводится   | не проводится   | 1:21,65 | 11    | +0,54      |   |
| супергигант       | Надя Фанкини      | не проводится             | не проводится             | не проводится   | не проводится   | 1:21,88 | 12    | +0,77      |   |
| комбинация        | Федерика Бриньоне | 1:42,51                   | 12                        | 41,02           | 6               | 2:23,53 | 8     | +2,63      |   |
| комбинация        | Марта Бассино     | 1:42,61                   | 14                        | 41,63           | 7               | 2:24,24 | 10    | +3,34      |   |
| комбинация        | Йоханна Шнарф     | DNF                       | DNF                       | DNF             | —               | —       | —     | —          | — |
| комбинация        | София Годжа       | DNS                       | DNS                       | DNS             | —               | —       | —     | —          | — |
| слалом            | Кьяра Костацца    | 49,83                     | 7                         | 50,77           | 17              | 1:40,60 | 9     | +1,97      |   |
| слалом            | Ирене Куртони     | 51,15                     | 14                        | 49,89           | 7               | 1:41,04 | 10    | +2,41      |   |
| слалом            | Мануэла Мёльгг    | 51,40                     | 17                        | 51,35           | 25              | 1:42,75 | 23    | +4,12      |   |
| слалом            | Марта Бассино     | DNF                       | DNF                       | DNF             | —               | —       | —     | —          | — |
| гигантский слалом | Федерика Бриньоне | 1:10,91                   | 3                         | 1:09,57         | 8               | 2:20,48 | 3     | +0,46      |   |
| гигантский слалом | Марта Бассино     | 1:11,19                   | 5                         | 1:09,50         | 7               | 2:20,69 | 5     | +0,67      |   |
| гигантский слалом | Мануэла Мёльгг    | 1:10,62                   | 1                         | 1:10,58         | 23              | 2:21,20 | 8     | +1,18      |   |
| гигантский слалом | София Годжа       | 1:11,64                   | 10                        | 1:10,16         | 18              | 2:21,80 | 11    | +1,78      |   |

Командные соревнования
Командные соревнования в горнолыжном спорте дебютируют в программе Олимпийских игр. Состав сборной состоит из 4 спортсменов (2 мужчин и 2 женщин). Командный турнир проводится как параллельное соревнование с использованием ворот и флагов гигантского слалома. Победитель каждого индивидуального тура приносит 1 очко своей команде. При равном счёте каждая команда получает по одному очку. Если равный счёт имеет место в конце тура (2:2), команда с лучшим суммарным временем лучшей женщины и лучшего мужчины (или вторыми лучшими, если первые имеют равное время) выигрывает тур.
| Соревнование           | Спортсмены                                                   | 1/8 финала           | 1/4 финала           | Полуфинал             | Финал                 | Место |
| Соревнование           | Спортсмены                                                   | Соперник / Результат | Соперник / Результат | Соперник / Результат  | Соперник / Результат  | Место |
| ---------------------- | ------------------------------------------------------------ | -------------------- | -------------------- | --------------------- | --------------------- | ----- |
| командные соревнования | Ирене Куртони Риккардо Тонетти Кьяра Костацца Алекс Винатцер | Чехия (14) · В 3:1   | Франция (6) · П 1:3  | завершили выступление | завершили выступление | 5     |

#### Лыжное двоеборье
Лыжное двоеборье остаётся единственной олимпийской дисциплиной в программе зимних Игр, в которой участвуют только мужчины. Квалификация спортсменов для участия в Олимпийских играх осуществлялась на основании специального квалификационного рейтинга FIS по состоянию на 21 января 2018 года. По итогам квалификационного отбора сборная Италии завоевала 4 олимпийские лицензии.
Мужчины
| Соревнование              | Спортсмены        | Прыжки с трамплина | Прыжки с трамплина | Лыжная гонка | Лыжная гонка | Лыжная гонка | Итоговое время | Место |
| Соревнование              | Спортсмены        | Результат          | Место              | Гандикап     | Результат    | Место        | Итоговое время | Место |
| ------------------------- | ----------------- | ------------------ | ------------------ | ------------ | ------------ | ------------ | -------------- | ----- |
| нормальный трамплин/10 км | Раффаэле Буцци    |                    |                    |              |              |              |                |       |
| нормальный трамплин/10 км | Аарон Костнер     |                    |                    |              |              |              |                |       |
| нормальный трамплин/10 км | Алессандро Питтин |                    |                    |              |              |              |                |       |
| нормальный трамплин/10 км | Лукас Рунггальдир |                    |                    |              |              |              |                |       |
| большой трамплин/10 км    | Раффаэле Буцци    |                    |                    |              |              |              |                |       |
| большой трамплин/10 км    | Аарон Костнер     |                    |                    |              |              |              |                |       |
| большой трамплин/10 км    | Алессандро Питтин |                    |                    |              |              |              |                |       |
| большой трамплин/10 км    | Лукас Рунггальдир |                    |                    |              |              |              |                |       |
| эстафета                  |                   |                    |                    |              |              |              |                |       |

#### Лыжные гонки
Квалификация спортсменов для участия в Олимпийских играх осуществлялась на основании специального квалификационного рейтинга FIS по состоянию на 21 января 2018 года. Для получения олимпийской лицензии категории «A» спортсменам необходимо было набрать максимум 100 очков в дистанционном рейтинге FIS. При этом каждый НОК может заявить на Игры 1 мужчину и 1 женщины, если они выполнили квалификационный критерий «B», по которому они смогут принять участие в спринте и гонках на 10 км для женщин или 15 км для мужчин. По итогам квалификационного отбора сборная Италии завоевала 15 олимпийских лицензий.
Мужчины
Дистанционные гонки
| Соревнование              | Спортсмены                                                                       | Результат                                 | Место     | Отставание                          |
| ------------------------- | -------------------------------------------------------------------------------- | ----------------------------------------- | --------- | ----------------------------------- |
| 15 км свободным стилем    | Мирко Бертолина                                                                  | 36:33,5                                   | 44        | +2:49,6                             |
| 15 км свободным стилем    | Стефан Цельгер                                                                   | 37:27,9                                   | 60        | +3:44,0                             |
| 15 км свободным стилем    | Серджо Ригони                                                                    | 38:03,0                                   | 72        | +4:19,1                             |
| 15 км свободным стилем    | Дитмар Нёклер                                                                    | DNF                                       | DNF       | DNF                                 |
| скиатлон 15+15 км         | Франческо Де Фабиани                                                             | 1:17:54,9                                 | 20        | +1:34,9                             |
| скиатлон 15+15 км         | Джандоменико Сальвадори                                                          | 1:18:36,9                                 | 26        | +2:16,9                             |
| скиатлон 15+15 км         | Дитмар Нёклер                                                                    | 1:19:55,5                                 | 37        | +3:35,5                             |
| скиатлон 15+15 км         | Серджо Ригони                                                                    | 1:22:54,9                                 | 48        | +6:34,9                             |
| 50 км классическим стилем | Джандоменико Сальвадори                                                          | 2:13:45,4                                 | 16        | +5:23,3                             |
| 50 км классическим стилем | Майкол Растелли                                                                  | 2:15:10,0                                 | 19        | +6:47,9                             |
| 50 км классическим стилем | Дитмар Нёклер                                                                    | 2:16:29,2                                 | 21        | +8:07,1                             |
| 50 км классическим стилем | Франческо Де Фабиани                                                             | 2:17:14,3                                 | 22        | +8:52,2                             |
| эстафета 4×10 км          | Майкол Растелли Франческо Де Фабиани Джандоменико Сальвадори Федерико Пеллегрино | 1:35:40,1 24:50,9 24:52,4 22:39,1 23:17,7 | 7 3 2 5 7 | +2:35,2 +10,0 +24,5 +1:11,8 +2:35,2 |

Спринт
| Соревнование     | Спортсмены                        | Квалификация  | Квалификация  | Четвертьфинал        | Четвертьфинал        | Четвертьфинал        | Полуфинал            | Полуфинал            | Полуфинал            | Финал                | Финал                | Итоговое место |
| Соревнование     | Спортсмены                        | Результат     | Место         | Заезд                | Результат            | Место                | Заезд                | Результат            | Место                | Результат            | Место                | Итоговое место |
| ---------------- | --------------------------------- | ------------- | ------------- | -------------------- | -------------------- | -------------------- | -------------------- | -------------------- | -------------------- | -------------------- | -------------------- | -------------- |
| спринт           | Федерико Пеллегрино               | 3:13,18       | 9 Q           | 2                    | 3:10,55              | 1 Q                  | 1                    | 3:06,17              | 2 Q                  | 3:07,09              | 2                    | 2              |
| спринт           | Майкол Растелли                   | 3:11,32       | 4 Q           | 1                    | 3:14,38              | 6                    | завершил выступление | завершил выступление | завершил выступление | завершил выступление | завершил выступление | 26             |
| спринт           | Мирко Бертолина                   | 3:20,07       | 40            | завершил выступление | завершил выступление | завершил выступление | завершил выступление | завершил выступление | завершил выступление | завершил выступление | завершил выступление | 40             |
| спринт           | Стефан Цельгер                    | 3:20,18       | 41            | завершил выступление | завершил выступление | завершил выступление | завершил выступление | завершил выступление | завершил выступление | завершил выступление | завершил выступление | 41             |
| командный спринт | Дитмар Нёклер Федерико Пеллегрино | не проводится | не проводится | не проводится        | не проводится        | не проводится        | 1                    | 16:07,19             | 4 LL                 | 16:14,81             | 5                    | 5              |

Женщины
Дистанционные гонки
| Соревнование              | Спортсмены                                                   | Результат                               | Место  | Отставание                              |
| ------------------------- | ------------------------------------------------------------ | --------------------------------------- | ------ | --------------------------------------- |
| 10 км свободным стилем    | Элиза Брокар                                                 | 27:34,8                                 | 29     | +2:34,3                                 |
| 10 км свободным стилем    | Илария Дебертолис                                            | 27:41,2                                 | 31     | +2:40,7                                 |
| 10 км свободным стилем    | Сара Пеллегрини                                              | 28:01,5                                 | 38     | +3:01,0                                 |
| 10 км свободным стилем    | Люция Скардони                                               | 28:04,1                                 | 39     | +3:03,6                                 |
| скиатлон 7,5+7,5 км       | Элиза Брокар                                                 | 43:17,6                                 | 26     | +2:32,7                                 |
| скиатлон 7,5+7,5 км       | Сара Пеллегрини                                              | 44:16,3                                 | 35     | +3:31,4                                 |
| скиатлон 7,5+7,5 км       | Анна Комарелла                                               | 44:25,9                                 | 37     | +3:41,0                                 |
| скиатлон 7,5+7,5 км       | Илария Дебертолис                                            | 45:44,6                                 | 49     | +4:59,7                                 |
| 30 км классическим стилем | Элиза Брокар                                                 | 1:33:33,5                               | 27     | +11:15,9                                |
| 30 км классическим стилем | Анна Комарелла                                               | 1:35:48,7                               | 34     | +13:31,1                                |
| 30 км классическим стилем | Сара Пеллегрини                                              | 1:36:07,3                               | 35     | +13:49,7                                |
| 30 км классическим стилем | Люция Скардони                                               | 1:40:26,3                               | 41     | +18:08,7                                |
| эстафета 4×5 км           | Анна Комарелла Люция Скардони Элиза Брокар Илария Дебертолис | 54:22,0 14:25,2 14:19,9 12:29,2 13:07,7 | 9 10 9 | +2:57,7 +1:00,7 +1:30,1 +1:46,2 +2:57,7 |

Спринт
| Соревнование     | Спортсмены              | Квалификация  | Квалификация  | Четвертьфинал         | Четвертьфинал         | Четвертьфинал         | Полуфинал             | Полуфинал             | Полуфинал             | Финал                 | Финал                 | Итоговое место |
| Соревнование     | Спортсмены              | Результат     | Место         | Заезд                 | Результат             | Место                 | Заезд                 | Результат             | Место                 | Результат             | Место                 | Итоговое место |
| ---------------- | ----------------------- | ------------- | ------------- | --------------------- | --------------------- | --------------------- | --------------------- | --------------------- | --------------------- | --------------------- | --------------------- | -------------- |
| спринт           | Гайя Вюрих              | 3:19,01       | 18 Q          | 4                     | 3:21,65               | 5                     | завершила выступление | завершила выступление | завершила выступление | завершила выступление | завершила выступление | 21             |
| спринт           | Люция Скардони          | 3:23,32       | 28 Q          | 2                     | 3:22,49               | 5                     | завершила выступление | завершила выступление | завершила выступление | завершила выступление | завершила выступление | 24             |
| спринт           | Грета Лоран             | 3:25,54       | 32            | завершила выступление | завершила выступление | завершила выступление | завершила выступление | завершила выступление | завершила выступление | завершила выступление | завершила выступление | 32             |
| командный спринт | Элиза Брокар Гайя Вюрих | не проводится | не проводится | не проводится         | не проводится         | не проводится         | 2                     | 17:13,04              | 8                     | завершили выступление | завершили выступление | 15             |

#### Прыжки на лыжах с трамплина
Квалификация спортсменов для участия в Олимпийских играх осуществлялась на основании специального квалификационного рейтинга FIS по состоянию на 21 января 2018 года. По итогам квалификационного отбора сборная Италии завоевала 8 олимпийских лицензий.
Мужчины
| Соревнование         | Спортсмены                                                      | Квалификация  | Квалификация  | Финал                      | Финал                | Финал                 | Финал                 | Финал                 | Финал                 | Итоговое место |
| Соревнование         | Спортсмены                                                      | Результат     | Место         | 1 прыжок                   | 1 прыжок             | 2 прыжок              | 2 прыжок              | Всего                 | Место                 | Итоговое место |
| Соревнование         | Спортсмены                                                      | Результат     | Место         | Результат                  | Место                | Результат             | Место                 | Всего                 | Место                 | Итоговое место |
| -------------------- | --------------------------------------------------------------- | ------------- | ------------- | -------------------------- | -------------------- | --------------------- | --------------------- | --------------------- | --------------------- | -------------- |
| нормальный трамплин  | Давиде Брезадола                                                | 95,8          | 37 Q          | 92,0                       | 35                   | завершил выступление  | завершил выступление  | завершил выступление  | завершил выступление  | 35             |
| нормальный трамплин  | Себастьян Коллоредо                                             | 97,9          | 36 Q          | 83,8                       | 42                   | завершил выступление  | завершил выступление  | завершил выступление  | завершил выступление  | 42             |
| нормальный трамплин  | Алекс Инсам                                                     | 101,9         | 33 Q          | 76,9                       | 45                   | завершил выступление  | завершил выступление  | завершил выступление  | завершил выступление  | 45             |
| нормальный трамплин  | Федерико Чекон                                                  | 87,9          | 49 Q          | 72,3                       | 48                   | завершил выступление  | завершил выступление  | завершил выступление  | завершил выступление  | 48             |
| большой трамплин     | Алекс Инсам                                                     | 93,1          | 32 Q          | 118,0                      | 22 Q                 | 114,4                 | 22                    | 232,4                 | 23                    | 23             |
| большой трамплин     | Себастьян Коллоредо                                             | 68,1          | 50 Q          | 102,7                      | 40                   | завершил выступление  | завершил выступление  | завершил выступление  | завершил выступление  | 40             |
| большой трамплин     | Давиде Брезадола                                                | 80,0          | 42 Q          | 89,1                       | 47                   | завершил выступление  | завершил выступление  | завершил выступление  | завершил выступление  | 47             |
| большой трамплин     | Федерико Чекон                                                  | 50,3          | 54            | завершил выступление       | завершил выступление | завершил выступление  | завершил выступление  | завершил выступление  | завершил выступление  | 54             |
| командное первенство | Федерико Чекон Давиде Брезадола Себастьян Коллоредо Алекс Инсам | не проводится | не проводится | 364,5 69,7 94,9 94,3 105,6 | 11 11 9 8 10         | завершили выступление | завершили выступление | завершили выступление | завершили выступление | 11             |

Женщины
| Соревнование        | Спортсмены         | 1 прыжок  | 1 прыжок | 2 прыжок              | 2 прыжок              | Всего | Место |
| Соревнование        | Спортсмены         | Результат | Место    | Результат             | Место                 | Всего | Место |
| ------------------- | ------------------ | --------- | -------- | --------------------- | --------------------- | ----- | ----- |
| нормальный трамплин | Лара Мальсинер     | 90,2      | 16       | 89,3                  | 15                    | 179,5 | 15    |
| нормальный трамплин | Мануэла Мальсинер  | 79,6      | 20       | 83,8                  | 22                    | 163,4 | 18    |
| нормальный трамплин | Елена Рунггальдьер | 48,8      | 33       | завершила выступление | завершила выступление | 48,8  | 33    |
| нормальный трамплин | Эвелин Инсам       | 46,4      | 34       | завершила выступление | завершила выступление | 46,4  | 34    |

#### Сноуборд
По сравнению с прошлыми Играми в программе соревнований произошёл ряд изменений. Вместо параллельного слалома были добавлены соревнования в биг-эйре. Во всех дисциплинах, за исключением мужского сноуборд-кросса, изменилось количество участников соревнований, был отменён полуфинальный раунд, а также в финалах фристайла спортсмены стали выполнять по три попытки. Квалификация спортсменов для участия в Олимпийских играх осуществлялась на основании специального квалификационного рейтинга FIS по состоянию на 21 января 2018 года. Для каждой дисциплины были установлены определённые условия, выполнив которые спортсмены могли претендовать на попадание в состав сборной для участия в Олимпийских играх. По итогам квалификационного отбора сборная Италии завоевала 14 олимпийских лицензий.
Мужчины
Фристайл
| Соревнование | Спортсмены      | Квалификация | Квалификация | Квалификация | Квалификация | Финал   | Финал   | Финал   | Финал | Итоговое место |
| Соревнование | Спортсмены      | Заезд        | 1 спуск      | 2 спуск      | Место        | 1 спуск | 2 спуск | 3 спуск | Место | Итоговое место |
| ------------ | --------------- | ------------ | ------------ | ------------ | ------------ | ------- | ------- | ------- | ----- | -------------- |
| слоупстайл   | Альберто Маффеи |              |              |              |              |         |         |         |       |                |
| биг-эйр      | Альберто Маффеи |              |              |              |              |         |         |         |       |                |

Сноуборд-кросс
| Соревнование   | Спортсмены         | Квалификация | Квалификация | 1/8 финала | 1/8 финала | Четвертьфинал | Четвертьфинал | Полуфинал | Полуфинал | Финал | Итоговое место |
| Соревнование   | Спортсмены         | Время        | Место        | Заезд      | Место      | Заезд         | Место         | Заезд     | Место     | Место | Итоговое место |
| -------------- | ------------------ | ------------ | ------------ | ---------- | ---------- | ------------- | ------------- | --------- | --------- | ----- | -------------- |
| сноуборд-кросс | Микеле Годино      |              |              |            |            |               |               |           |           |       |                |
| сноуборд-кросс | Лоренцо Зоммарива  |              |              |            |            |               |               |           |           |       |                |
| сноуборд-кросс | Эмануэль Ператонер |              |              |            |            |               |               |           |           |       |                |
| сноуборд-кросс | Омар Визинтин      |              |              |            |            |               |               |           |           |       |                |

Слалом
| Соревнование                   | Спортсмены       | Квалификация | Квалификация | Квалификация | Квалификация | 1/8 финала         | Четвертьфинал      | Полуфинал          | Финал              | Место |
| Соревнование                   | Спортсмены       | 1 спуск      | 2 спуск      | Всего        | Место        | Соперник Результат | Соперник Результат | Соперник Результат | Соперник Результат | Место |
| ------------------------------ | ---------------- | ------------ | ------------ | ------------ | ------------ | ------------------ | ------------------ | ------------------ | ------------------ | ----- |
| параллельный гигантский слалом | Аарон Марч       |              |              |              |              |                    |                    |                    |                    |       |
| параллельный гигантский слалом | Эдвин Коратти    |              |              |              |              |                    |                    |                    |                    |       |
| параллельный гигантский слалом | Мирко Феличетти  |              |              |              |              |                    |                    |                    |                    |       |
| параллельный гигантский слалом | Роланд Фишналлер |              |              |              |              |                    |                    |                    |                    |       |

Женщины
Сноуборд-кросс
| Соревнование   | Спортсмены        | Квалификация | Квалификация | Четвертьфинал | Четвертьфинал | Полуфинал | Полуфинал | Финал | Итоговое место |
| Соревнование   | Спортсмены        | Время        | Место        | Заезд         | Место         | Заезд     | Место     | Место | Итоговое место |
| -------------- | ----------------- | ------------ | ------------ | ------------- | ------------- | --------- | --------- | ----- | -------------- |
| сноуборд-кросс | Франческа Галлина |              |              |               |               |           |           |       |                |
| сноуборд-кросс | Микеле Мойоли     |              |              |               |               |           |           |       |                |
| сноуборд-кросс | Раффаэлла Брутто  |              |              |               |               |           |           |       |                |
| сноуборд-кросс | София Белингери   |              |              |               |               |           |           |       |                |

Слалом
| Соревнование                   | Спортсмены | Квалификация | Квалификация | Квалификация | Квалификация | 1/8 финала         | Четвертьфинал      | Полуфинал          | Финал              | Место |
| Соревнование                   | Спортсмены | 1 спуск      | 2 спуск      | Всего        | Место        | Соперник Результат | Соперник Результат | Соперник Результат | Соперник Результат | Место |
| ------------------------------ | ---------- | ------------ | ------------ | ------------ | ------------ | ------------------ | ------------------ | ------------------ | ------------------ | ----- |
| параллельный гигантский слалом | Надя Очнер |              |              |              |              |                    |                    |                    |                    |       |

#### Фристайл
По сравнению с прошлыми Играми изменения произошли в хафпайпе и слоупстайле. Теперь в финалах этих дисциплин фристайлисты стали выполнять по три попытки, при этом итоговое положение спортсменов по-прежнему определяется по результату лучшей из них. Квалификация спортсменов для участия в Олимпийских играх осуществлялась на основании специального квалификационного рейтинга FIS по состоянию на 21 января 2018 года. Для каждой дисциплины были установлены определённые условия, выполнив которые спортсмены могли претендовать на попадание в состав сборной для участия в Олимпийских играх. По итогам квалификационного отбора сборная Италии завоевала 4 олимпийские лицензии в ски-кроссе.
Мужчины
Ски-кросс
| Соревнование | Спортсмены   | Квалификация | Квалификация | 1/8 финала | 1/8 финала | Четвертьфинал        | Четвертьфинал        | Полуфинал            | Полуфинал            | Финал                | Итоговое место |
| Соревнование | Спортсмены   | Результат    | Место        | Заезд      | Место      | Заезд                | Место                | Заезд                | Место                | Место                | Итоговое место |
| ------------ | ------------ | ------------ | ------------ | ---------- | ---------- | -------------------- | -------------------- | -------------------- | -------------------- | -------------------- | -------------- |
| ски-кросс    | Стефан Таней | 1:10,10      | 12 Q         | 3          | 3          | завершил выступление | завершил выступление | завершил выступление | завершил выступление | завершил выступление | 19             |
| ски-кросс    | Зигмар Клоц  | 1:10,15      | 15 Q         | 8          | 3          | завершил выступление | завершил выступление | завершил выступление | завершил выступление | завершил выступление | 20             |

Женщины
Ски-кросс
| Соревнование | Спортсмены        | Квалификация | Квалификация | 1/8 финала | 1/8 финала | Четвертьфинал         | Четвертьфинал         | Полуфинал             | Полуфинал             | Финал                 | Итоговое место |
| Соревнование | Спортсмены        | Результат    | Место        | Заезд      | Место      | Заезд                 | Место                 | Заезд                 | Место                 | Место                 | Итоговое место |
| ------------ | ----------------- | ------------ | ------------ | ---------- | ---------- | --------------------- | --------------------- | --------------------- | --------------------- | --------------------- | -------------- |
| ски-кросс    | Дебора Пикснер    | 1:15,72      | 14 Q         | 5          | 2 Q        | 3                     | 4                     | завершила выступление | завершила выступление | завершила выступление | 11             |
| ски-кросс    | Лукреция Фантелли | DNS          | 24 Q         | 2          | DNS        | завершила выступление | завершила выступление | завершила выступление | завершила выступление | завершила выступление | 24             |

### Санный спорт
Квалификация спортсменов для участия в Олимпийских играх осуществлялась на основании рейтинга Кубка мира FIL по состоянию на 1 января 2018 года. По его результатам сборная Италии завоевала максимальное количество лицензий в мужской части соревнований и только две у женщин.
Мужчины
| Соревнование | Спортсмены                  | 1 заезд   | 1 заезд | 2 заезд   | 2 заезд | 3 заезд       | 3 заезд       | 4 заезд       | 4 заезд       | Итоговый результат | Итоговое место | Отставание |
| Соревнование | Спортсмены                  | Результат | Место   | Результат | Место   | Результат     | Место         | Результат     | Место         | Итоговый результат | Итоговое место | Отставание |
| ------------ | --------------------------- | --------- | ------- | --------- | ------- | ------------- | ------------- | ------------- | ------------- | ------------------ | -------------- | ---------- |
| одиночки     | Доминик Фишналлер           | 47,930    | 10      | 47,967    | 16      | 47,562        | 3             | 47,475        | 1             | 3:10,934           | 4              | +0,232     |
| одиночки     | Кевин Фишналлер             | 47,853    | 8       | 47,793    | 5       | 47,596        | 5             | 47,812        | 8             | 3:11,054           | 7              | +0,352     |
| одиночки     | Эмануэль Ридер              | 48,040    | 14      | 48,047    | 17      | 47,972        | 18            | 48,082        | 18            | 3:12,141           | 17             | +1,439     |
| двойки       | Иван Наглер Фабиан Маллейер | 46,320    | 8       | 46,243    | 7       | Не проводится | Не проводится | Не проводится | Не проводится | 1:32,563           | 7              | +0,866     |
| двойки       | Людвиг Ридер Патрик Растнер | 46,709    | 14      | 46,567    | 15      | Не проводится | Не проводится | Не проводится | Не проводится | 1:33,276           | 15             | +1,579     |

Женщины
| Соревнование | Спортсмены      | 1 заезд   | 1 заезд | 2 заезд   | 2 заезд | 3 заезд   | 3 заезд | 4 заезд   | 4 заезд | Итоговый результат | Итоговое место | Отставание |
| Соревнование | Спортсмены      | Результат | Место   | Результат | Место   | Результат | Место   | Результат | Место   | Итоговый результат | Итоговое место | Отставание |
| ------------ | --------------- | --------- | ------- | --------- | ------- | --------- | ------- | --------- | ------- | ------------------ | -------------- | ---------- |
| одиночки     | Андреа Фёттер   | 46,577    | 10      | 46,483    | 11      | 46,907    | 15      | 46,892    | 13      | 3:06,859           | 10             | +1,627     |
| одиночки     | Сандра Робатшер | 46,620    | 12      | 47,116    | 24      | 47,083    | 17      | 46,746    | 9       | 3:07,565           | 14             | +2,333     |

Смешанные команды
| Соревнование       | Спортсмены                                                  | Женщины   | Женщины | Мужчины   | Мужчины | Двойки    | Двойки | Итоговый результат | Итоговое место | Отставание |
| Соревнование       | Спортсмены                                                  | Результат | Место   | Результат | Место   | Результат | Место  | Итоговый результат | Итоговое место | Отставание |
| ------------------ | ----------------------------------------------------------- | --------- | ------- | --------- | ------- | --------- | ------ | ------------------ | -------------- | ---------- |
| смешанная эстафета | Андреа Фёттер Кевин Фишналлер Фабиан Маллейер / Иван Наглер | 47,078    | 2       | 48,827    | 6       | 49,188    | 6      | 2:25,093           | 5              | +0,576     |